# Can I Kick It?
Can I Kick It? è un singolo degli A Tribe Called Quest del 1990, estratto dal loro primo album People's Instinctive Travels and the Paths of Rhythm. Tra le tracce più celebri del gruppo newyorkese, Can I Kick It? riuscì a inserirsi in varie classifiche di vendita e a ottenere giudizi positivi.

## Descrizione
Can I Kick It? è una traccia basata sullo schema botta e risposta e costruita intorno a un campionamento di Walk on the Wild Side di Lou Reed. Stando alle parole di Phife Dawg degli A Tribe Called Quest, la presenza di quello spezzone impedì al gruppo di avere qualche riscontro economico in quanto il suo autore reclamò i profitti della traccia. Il brano presenta anche degli estratti da What a Waste di Ian Dury e the Blockheads, Spinning Wheel di Dr. Lonnie Smith, la Danza dei cavalieri di Prokof'ev e Sunshower dei Dr. Buzzard's Original Savannah Band.

## Accoglienza
Oltre a inserirsi nelle classifiche di vendite (tra cui un'ottava posizione nella Hot Rap Songs), Can I Kick It? è stata ben accolta da specialisti e giornalisti musicali. Larry Flick di Billboard affermò che «l'uso ispirato di campionamenti da Walk on the Wild Side di Lou Reed si integra bene con lo stile in rima rilassato e confidente dei Tribe». Everett True di Melody Maker asserì «(la traccia è) armoniosa. Spontanea. La adoro.» Can I Kick It? compare in molte liste dedicate alle migliori tracce. Nel 2012 la rivista NME la inserì alla posizione numero 90 nella sua classifica dedicata alle 100 migliori canzoni degli anni 1990; Rolling Stone la piazzò alla posizione numero 292 della sua graduatoria, aggiornata nel 2021, dedicata ai 500 migliori brani musicali di sempre; lo stesso anno, Pitchfork la piazzò alla posizione numero 50 della sua The 100 Best Pop Songs Never to Hit the Hot 100.